# 伊藤武雄 (1909年生のドイツ文学者)

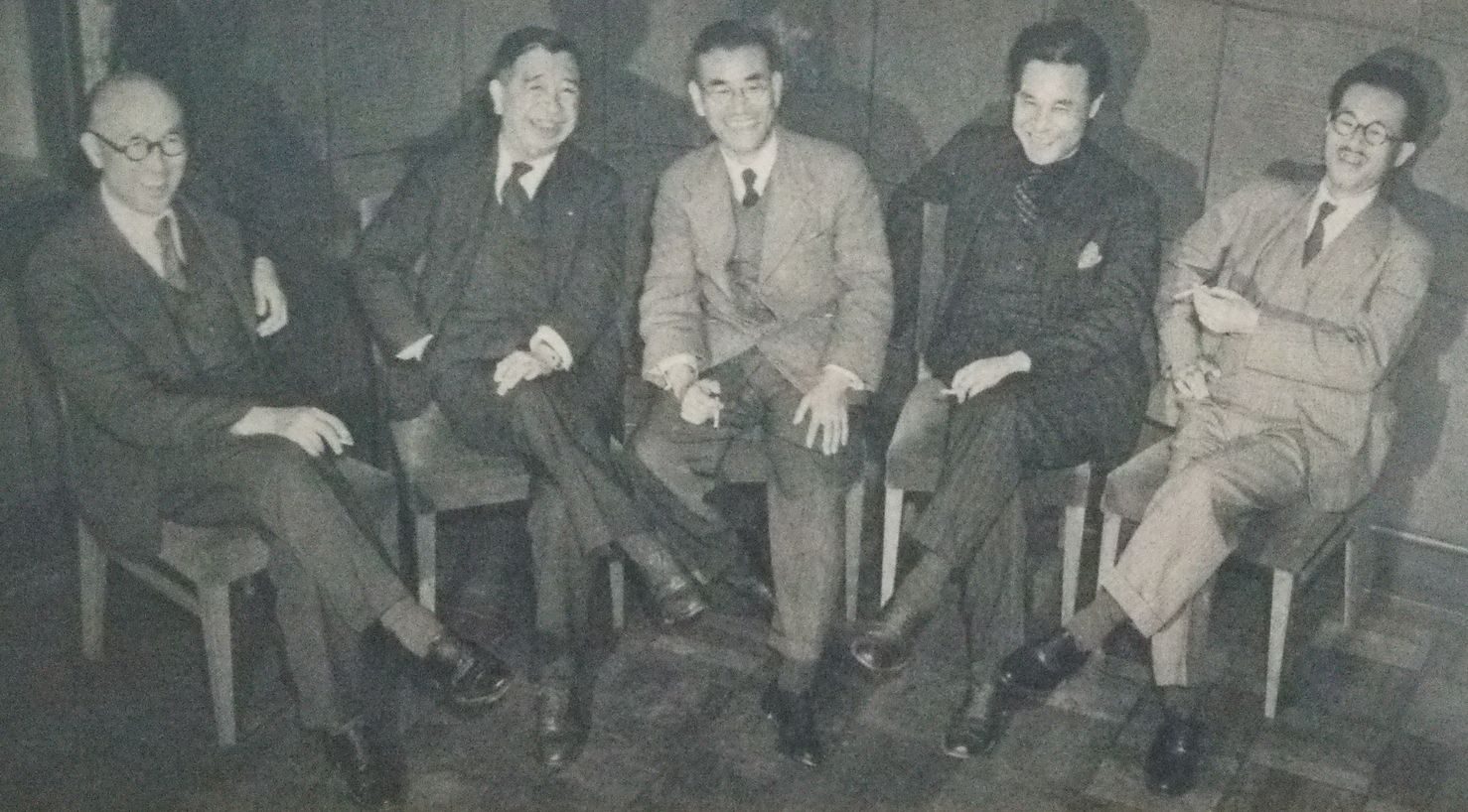
一番右の人物が本項目で取り上げる伊藤武雄（他の4人は同姓同名の人物で、一番左は同じくドイツ文学者の別人ある。1951年撮影）

伊藤 武雄（いとう たけお、1909年（明治42年）1月11日 - 1977年（昭和52年）9月16日）は、日本のドイツ文学者。

## 人物・生涯
大阪府大阪市生まれ。1921年大阪市浪速区難波立葉尋常小学校卒業、1925年大阪府立市岡中学校4年修了、1928年第三高等学校文科乙類卒業、1931年東京帝国大学文学部独文科卒業。
1933年に宇都宮高等農林学校非常勤講師に就いたのを皮切りに、1934年に第八高等学校専任講師、1935年教授に就任し、1948年に名古屋大学に転じて文学部助教授、1958年教授に就任した。
1959年「ケラー叙事文学の研究」で名大文学博士。同著で中日文化賞受賞。1972年に定年で退官した後は名誉教授となった。

### 同姓同名のドイツ文学者
金沢大学教授で、1895年生まれの伊藤武雄と紛らわしく、ケラーの専門家だが、岩波文庫『緑のハインリヒ』の訳者は金沢大の伊藤武雄である。また『シュトルム選集 第7巻』には、2人の「伊藤武雄」の翻訳が入っている。

## 翻訳
- シュトリヒ『世界文学と比較文学史』伊藤雄訳 建設社、1933年
- ケラー『顰め面のパンクラーツ・櫛屋の三義人 「ゼルトヴィラの人々」より』郁文堂書店、1947年
- ケラー『青春回想 グライフエンゼーの代官』世界文学社、1948年
- ケラー『ゼルトヴィーラの人々 第1部』角川文庫、1953年
- 『シュトルム選集』第7巻「桶屋のバッシュ」清和書院、1959年
- フォイエルバッハ「死と不死について」『世界人生論全集 第13』筑摩書房、1963年

### 記念論文集
- 『ドイツ文学論集 伊藤武雄教授還暦記念』南江堂、1969年

## 参考
- 伊藤武雄教授略歴・主要業績 名古屋大学文学部研究論集、1972 - 03
- 『人物物故大年表』